# Mistrzostwa Europy w Lekkoatletyce 2010 – rzut młotem mężczyzn
Rzut młotem mężczyzn – jedna z konkurencji rozegranych podczas lekkoatletycznych mistrzostw Europy na Estadi Olímpic Lluís Companys w Barcelonie.
W konkursie wystąpili dwaj polscy młociarze: Szymon Ziółkowski oraz Wojciech Kondratowicz.

## Terminarz
| Data     | Godzina |            |
| -------- | ------- | ---------- |
| 27 lipca | 9:30    | Eliminacje |
| 28 lipca | 20:25   | Finał      |

## Rekordy
Tabela prezentuje rekord świata, Europy oraz czempionatu Starego Kontynentu, a także najlepsze rezultaty w Europy i na świecie w sezonie 2010 przed rozpoczęciem mistrzostw.
| Rekord świata            | Jurij Siedych     | 86.74 | Stuttgart | 30 sierpnia 1986 |
| Rekord Europy            | Jurij Siedych     | 86.74 | Stuttgart | 30 sierpnia 1986 |
| Rekord mistrzostw Europy | Jurij Siedych     | 86.74 | Stuttgart | 30 sierpnia 1986 |
| Listy światowe           | Libor Charfreitag | 80.59 | Walnut    | 17 kwietnia 2010 |
| Listy europejskie        | Libor Charfreitag | 80.59 | Walnut    | 17 kwietnia 2010 |

## Rezultaty
| CR – rekord mistrzostw \| NR – rekord kraju \| AR – rekord kontynentu        |
| WL – najlepszy tegoroczny wynik na listach światowych \| PB – rekord życiowy |

### Kwalifikacje
Do zawodów przystąpiło 25 zawodników z 16 krajów. Młociarze zostali podzieleni na dwie grupy eliminacyjne, a prawo startu w finale dawał wynik 75,50. Rezultat ten osiągnęło tylko 4 miotaczy więc grono finalistów uzupełniła grupa 8 młociarzy z najlepszymi wynikami w obu grupach.
| Miejsce | Grupa | Zawodnik               | #1    | #2    | #3    | Uwagi |
| ------- | ----- | ---------------------- | ----- | ----- | ----- | ----- |
| 1       | B     | Libor Charfreitag      | 77.70 | –     | –     | Q     |
| 2       | A     | Krisztián Pars         | 74.23 | 71.06 | 76.48 | Q     |
| 3       | B     | Nicolas Figère         | 75.85 | –     | –     | Q     |
| 4       | A     | Szymon Ziółkowski      | 75.75 | –     | –     | Q     |
| 5       | A     | Nicola Vizzoni         | 74.10 | 75.04 | 73.73 | q     |
| 6       | A     | Igor Winiczenko        | 71.59 | 71.60 | 74.88 | q     |
| 7       | B     | Walery Swiatocha       | X     | 74.66 | 74.50 | q     |
| 8       | B     | Mattias Jons           | 71.30 | X     | 74.56 | q     |
| 9       | B     | Kristóf Németh         | 69.76 | 69.94 | 74.28 | q     |
| 10      | A     | Olli-Pekka Karjalainen | 72.31 | 74.23 | 71.99 | q     |
| 11      | B     | Wojciech Kondratowicz  | 74.22 | 74.10 | 72.76 | q     |
| 12      | B     | Ołeksij Sokyrski       | 74.16 | 73.80 | X     | q     |
| 13      | A     | David Söderberg        | X     | X     | 73.87 |       |
| 14      | B     | Igors Sokolovs         | 71.24 | 73.29 | 70.69 |       |
| 15      | B     | Tuomas Seppänen        | 72.94 | X     | 70.56 |       |
| 16      | A     | Pawieł Krywicki        | X     | X     | 72.68 |       |
| 17      | B     | Dzmitry Marshyn        | 71.29 | 67.55 | 72.43 |       |
| 18      | B     | Javier Cienfuegos      | 70.27 | 72.19 | 71.28 |       |
| 19      | B     | Markus Esser           | X     | 71.83 | 71.89 |       |
| 20      | A     | Jury Szajunou          | 71.10 | X     | X     |       |
| 21      | A     | András Haklits         | X     | 70.84 | 69.25 |       |
| 22      | B     | Eivind Henriksen       | 69.98 | X     | 66.71 |       |
| 23      | A     | Marcel Lomnický        | 68.22 | 68.02 | X     |       |
| 24      | A     | Miloslav Konopka       | 67.77 | X     | X     |       |
| 25      | A     | Ainars Vaiculens       | 65.43 | X     | X     |       |

### Finał
Do zawodów przystąpiło 12 zawodników z 10 krajów.
| Poz. | Zawodnik               | Reprezentacja | #1    | #2    | #3    | #4    | #5    | #6    | Rezultat | Uwagi |
| ---- | ---------------------- | ------------- | ----- | ----- | ----- | ----- | ----- | ----- | -------- | ----- |
|      | Libor Charfreitag      | Słowacja      | 75.50 | 80.02 | X     | X     | 77.29 | –     | 80.02    |       |
|      | Nicola Vizzoni         | Włochy        | 75.72 | 77.29 | 78.03 | 77.66 | 77.95 | 79.12 | 79.12    | SB    |
|      | Krisztián Pars         | Węgry         | 77.34 | 79.06 | 77.36 | 78.94 | X     | 77.87 | 79.06    |       |
| 4    | Walery Swiatocha       | Białoruś      | 73.57 | 76.74 | X     | 75.71 | 76.06 | 78.20 | 78.20    |       |
| 5    | Szymon Ziółkowski      | Polska        | 75.24 | 75.97 | 77.99 | X     | 77.55 | 75.45 | 77.99    | SB    |
| 6    | Ołeksij Sokyrski       | Ukraina       | 73.14 | X     | 75.36 | 76.62 | X     | X     | 76.62    | PB    |
| 7    | Wojciech Kondratowicz  | Polska        | 74.96 | X     | X     | 72.87 | 72.78 | 75.30 | 75.30    |       |
| 8    | Igor Winiczenko        | Rosja         | X     | 72.19 | 73.99 | 72.38 | 74.71 | 73.31 | 74.71    |       |
| 9    | Kristóf Németh         | Węgry         | 72.66 | 73.93 | X     | –     | –     | –     | 73.93    |       |
| 10   | Olli-Pekka Karjalainen | Finlandia     | 73.35 | 73.70 | 73.30 | –     | –     | –     | 73.70    |       |
| 11   | Nicolas Figère         | Francja       | 69.77 | 72.56 | X     | –     | –     | –     | 72.56    |       |
|      | Mattias Jons           | Szwecja       | X     | X     | X     | –     | –     | –     | NM       |       |